# Мегрели
Мегре́ли, наричани също мингрели, (на мегрелски: მარგალეფი, марга́лепи; на грузински: მეგრელები, ме́греле́би, на абхазки: а́гырқәа) са подгрупа грузинци, основно населяващи областта Мегрелия в Грузия. Значителен брой мегрели има и в Абхазия и Тбилиси. До 1930-те години мегрелите са официално окачествявани, като отделна етническа група.
Мегрелите говорят на мегрелски език, но масово говорят и грузински. И двата езика принадлежат на картвелското езиково семейство..

## История
Ендонимът маргали (მარგალი) вероятно има общо с гръцкото манрали (Μάνραλοι), обозначаващо хора от Колхида през 2 век пр. Хр.
През Ранното средновековие мегрелската аристокрация и духовенство, а по-късно и миряните, приемат грузинския език като език за образование и култура. 
След раздробяването на Царство Грузия през XV век, Мегрелия става автономно княжество, преди да бъде анексирана от Руската империя през XIX век, което е и причината в няколко преброявания на населението по време на руското и ранното съветско управление мегрелите да бъдат записвани, като отделна етническа група. През 1930-те биват прекласифицирани като грузинци. В днешно време много мегрелци се определят като подгрупа на грузинците и са запазили много характерни културни черти, вкл. в езиково отношение.
Около 180 хил. – 200 хил. души с грузински и мегрелски произход са изгонени от сепаратисткия регион Абхазия в резултат на Грузино-абхазкия конфликт в началото на 1990-те години и последвалото етническо прочистване на грузинците там.

## Известни личности
- Лаврентий Берия (1899 – 1953), политик
- Илия Векуа (1907 – 1977), математик
- Звиад Гамсахурдия (1939 – 1993), политик - първият демократично избран президент на независима Грузия.[13]
- Николай Мингрели (1847 – 1903), княз
- Мелитон Кантария (1920 – 1993), войник от Червената армия